# Sansevieria perrotii
Espèce
Classification APG III (2009)
Sansevieria perrotii, également appelée Dracaena perrotii, est une espèce de plantes de la famille des Liliaceae et du genre Sansevieria.

## Description
Plante succulente buissonante, Sansevieria perrotii est une espèce de sansevières à feuilles érectiles (six à seize par pied, jusqu'à vingt pour les jeunes plantes), très longues (100 à 150 cm) et moyennement large (3,5 à 5 cm), lisses, de couleur vert-foncé avec des bords brunâtres à rougeâtres,.
Elle a été identifiée comme espèce à part entière en 1901 par le botaniste allemand Otto Warburg qui lui donne son nom en hommage au pharmacien et botaniste Émile Perrot (1867-1951).
Par ailleurs, Sansevieria powellii est possiblement un hybride entre Sansevieria arborescens et Sansevieria perrotii (robusta).

## Distribution et habitat
L'espèce est originaire d'Afrique de l'Est, présente au Kenya, au nord de la Tanzanie (où l'holotype a été récolté) et dans le sud-est de la République démocratique du Congo,.

## Synonymes et cultivars
L'espèce présente plusieurs synonymes :
- Sansevieria zanzibarica (Gérôme et Labroy, 1903), rejeté
- Sansevieria ehrenbergii (De Wildeman, 1905), illégitime
- Acyntha robusta (N.E. Brown, 1915 ; ex Chiovenda, 1932)
- Sansevieria robusta (N.E. Brown, 1915)
- Dracaena perrotii (Warburg, 1901 ; Byng & Christenh., 2018)